# Cuterebra fassleri
Cuterebra fassleri är en tvåvingeart som beskrevs av Guimaraes 1984. Cuterebra fassleri ingår i släktet Cuterebra och familjen styngflugor.
Artens utbredningsområde är Colombia. Inga underarter finns listade i Catalogue of Life.